# Watertoren (Hoogkarspel)
De watertoren in Hoogkarspel is gebouwd in 1930 en is ontworpen door PWN - W. Mensert. De watertoren heeft een hoogte van 49,1 meter en twee waterreservoirs van 600 en 400 m³. De toren heeft de status rijksmonument. De Hoogkarspelse watertoren is niet meer operationeel.
De toren toont gelijkenissen met de stijl van de Amsterdamse School en is gebouwd op een twaalfhoekig grondplan. De toren is uitgevoerd in rode baksteen, om een skelet van gewapend beton heen.
De toren is in het centrum van Hoogkarspel te vinden. Dat is opvallend omdat andere torens van dergelijke hoogte vaak op minder tot onbebouwde plekken staan. De watertoren is van grote situationele waarde vanwege het beeldbepalende silhouet.

## Trivia
- De toren is de op een-na-hoogste van Noord-Holland. Alleen de watertoren van Wieringerwaard is hoger.

Aalsmeer ·
Alkmaar ·
Amsterdam
(Westergasfabriek ·
Nieuwer-Amstel ·
Watergraafsmeer ·
Sloten ·
Spaklerweg ·
Amstelveenseweg ·
Waterkeringweg) ·
Assendelft ·
Bennebroek
(Vogelenzang) ·
Bussum ·
Castricum ·
Den Helder
(Oude ·
Nieuwe) ·
Egmond aan Zee ·
Heemstede ·
Hilversum
(Oude ·
Nieuwe) ·
Hoogkarspel ·
Hoorn ·
IJmuiden
(Dokweg ·
Evertsenstraat) ·
Kwadijk ·
Laren ·
Ouderkerk aan de Amstel ·
Overveen ·
Weesp ·
Wieringerwaard ·
Wormer
(Hollandia ·
Van Gelder) ·
Wormerveer ·
Zaandam ·
Zandvoort
(Oude ·
Nieuwe)